# بايتس
بايتس (بالألمانية: Peitz) هي بلدة ألمانية تقع في ألمانيا في براندنبورغ. يقدر عدد سكانها بـ 4,971 نسمة .

## المدن التوأمة
مدن بيدوم، كوستجن ناد أودران ‏ و Zbąszynek هي مدن توأمة لـبايتس.

## أعلام
- جانا ثيل